# ジャック・パーセル
ジョン・エドワード・ジャック・パーセル（John Edward "Jack" Purcell , 1903年12月3日 - 1991年6月10日）は、カナダ・オンタリオ州ゲルフ出身の元バドミントン選手。1930年代からはバドミントンの世界王者として活躍し、1945年に競技生活を終えるまで一度も負ける事は無かった。
パーセルが活躍を始めた1930年代はようやく各国にバドミントン協会が出来始めた黎明期であり、当然ながらオリンピックの正式種目ではまだ無かった。しかしながら1973年にはその黎明期に世界王者として君臨し続けバドミントンの普及活動に貢献したとして、本来オリンピック出場者・コーチ等の関係者以外選考対象にならない「カナダオリンピック殿堂」に異例の殿堂入りを果たしている。
また競技者時代の1935年にはB.F.グッドリッジ社（後のグッドリッチ社）の依頼により、ゴム製バドミントン靴の開発に携わる。これが現在もコンバースが販売するスニーカー、コンバース・ジャックパーセルの原型である。
競技者引退後のパーセルは株式仲買人として活動し、トロント証券取引所のメンバーでもあった。1991年6月10日、トロントで87年の生涯に幕を閉じた。なお現在もパーセルの故郷、オンタリオ州のオタワにその名を冠した「Jack Purcell Recreation Centre」なる名称のコミュニティセンターがあり、現在も地元市民の交流や生涯活動の場として利用されている。